# Puerto Patiño
Puerto Patiño ist eine Ortschaft im Departamento Cochabamba im Tiefland des südamerikanischen Andenstaates Bolivien. 

## Lage
Puerto Patiño ist eine Siedlung im Municipio Villa Tunari in der Provinz Chapare. Die Ortschaft liegt auf einer Höhe von 238 m am Fuß des Höhenzuges der Kordillere von Cochabamba, zwei Kilometer nordwestlich des Río Isiboro, der zum Río Mamoré hin fließt.

## Geographie
Puerto Patiño liegt im bolivianischen Tiefland am Nordrand der Cordillera Oriental im tropischen Klima.
Die jährliche Durchschnittstemperatur im langjährigen Mittel liegt bei knapp 27 °C (siehe Klimadiagramm Villa Tunari), die Monatstemperaturen schwanken zwischen gut 23 °C im Juli und knapp 29 °C im Dezember und Januar. Der Jahresniederschlag mit 2.300 mm weist eine deutliche Regenzeit von Oktober bis April auf, mit Monatsniederschlägen zwischen 160 und 380 mm.

## Verkehrsnetz
Puerto Patiño liegt in einer Entfernung von 199 Straßenkilometern nordöstlich von Cochabamba, der Hauptstadt des Departamentos.
Durch Cochabamba  führt die 1.657 Kilometer lange Fernstraße Ruta 4, die das Land von Westen nach Osten durchquert. Sie führt von Tambo Quemado an der chilenischen Grenze über Cochabamba und Sacaba nach Villa Tunari und weiter über Santa Cruz nach Puerto Suárez an der brasilianischen Grenze. Zwei Kilometer östlich von Villa Tunari vor der Flussbrücke über den Río Espirítu Santo zweigt die unbefestigte Landstraße Ruta 24 in nördlicher Richtung von der Ruta 4 ab, die in das Naturschutzgebiet TIPNIS führt und deren Weiterbau durch indigene Proteste im Herbst 2011 vorläufig gestoppt worden ist. Die Ruta 24 erreicht über Eterazama nach 59 Kilometern Puerto Patiño.
Zu Puerto Patiño gehört auch eine 900 Meter lange unbefestigte Flugpiste im Norden der Ortschaft.   

## Bevölkerung
Die Einwohnerzahl der Ortschaft ist in den vergangenen beiden Jahrzehnten um etwa ein Viertel zurückgegangen:
| Jahr | Einwohner | Quelle       |
| ---- | --------- | ------------ |
| 1992 | 198       | Volkszählung |
| 2001 | 144       | Volkszählung |
| 2012 | 149       | Volkszählung |

Die Region weist einen deutlichen Anteil an Quechua-Bevölkerung auf, im Municipio Villa Tunari sprechen 83,5 Prozent der Bevölkerung die Quechua-Sprache.